# Slag bij Tom's Brook
De Slag bij Tom's Brook vond plaats op 9 oktober 1864 in Shenandoah County, Virginia als deel van de veldtochten in de Shenandoahvallei van 1864 tijdens de Amerikaanse Burgeroorlog.
Na zijn overwinning bij Fisher's Hill zette de Noordelijke generaal-majoor Philip Sheridan de achtervolging in op het Zuidelijke leger onder leiding van luitenant-generaal Jubal A. Early tot aan Staunton. Op 6 oktober begon Sheridan zich terug te trekken terwijl alles vernietigd werd wat de vijand opnieuw zou kunnen gebruiken. Dankzij de versterkingen van generaal-majoor Joseph B. Kershaws divisie kon Early op zijn beurt de achtervolging inzetten. Ondertussen was generaal-majoor Thomas L. Rosser aangekomen vanuit Petersburg om het bevel op zich te nemen van generaal-majoor Fitzhugh Lees cavaleriedivisie. De Zuidelijke cavalerie overviel voortdurend de terugtrekkende Noordelijke soldaten. Op 9 oktober viel de Noordelijke brigadegeneraal Alfred Thomas Torbert de achtervolgende Zuidelijke cavalerie aan. Samen met een flankaanval van Custers soldaten bij Spiker’s Hill zette de Zuidelijke cavalerie het op een lopen. Dankzij deze overwinning kon de Noordelijke cavalerie ongehinderd zijn werk doen in de Shenandoahvallei.